# آن أبيرناثي
آن أبيرناثي (بالإنجليزية: Anne Abernathy) هي متسابقة على الجليد بمزلاجة أمريكية، ولدت في 12 أبريل 1953 في سانت توماس في الولايات المتحدة.

## وصلات خارجية
- الموقع الرسمي
- آن أبيرناثي على موقع FIL (الإنجليزية)
- آن أبيرناثي على موقع اللجنة الأولمبية الدولية (الإنجليزية)
- آن أبيرناثي على موقع أوليمبيديا (الإنجليزية)